# گیدی پرایمز
گیدی پرایمز (به انگلیسی: Geidi Primes) (‎/ˈɡeɪdi/‎ GAY-di) نخستین آلبوم استودیویی از موسیقی‌دان کانادایی گرایمز می‌باشد که در ۱۰ ژانویهٔ سال ۲۰۱۰ از سوی آربوتوس رکوردز منتشر گردید. گیدی پرایمز در سال ۲۰۱۱ و در بریتانیا از سوی نو پین این پاپ رکوردز بر روی سی‌دی و ال‌پی منتشر شد و حاوی جلد هنری تقریباً متفاوتی بود. گیدی پرایمز آلبومی مفهمومی می‌باشد که بر پایه رمان تلماسه به‌قلم فرانک هربرت و فیلم اقتباسی این رمان به‌کارگردانی دیوید لینچ که در سال ۱۹۸۴ منتشر شد، می‌باشد.